# Кубок африканських чемпіонів 1974
Кубок африканських чемпіонів 1974 — десятий розіграш турніру, що проходив під егідою КАФ. Матчі проходили з квітня 1974 року по 13 грудня 1974 року. Турнір проходив за олімпійською системою, команди грали по два матчі. Усього брали участь 26 команд. Чемпіонський титул уперше здобув клуб «КАРА» з Браззавіль (Народна Республіка Конго). Найкращим бомбардиром та гравцем турніру став конголезійський форвард Пол Мукіла.

## Перший раунд
| Команда 1          | Заг.  | Команда 2             | 1-й матч | 2-й матч |
| ------------------ | ----- | --------------------- | -------- | -------- |
| Бендел Іншуренс    | 7:1   | Сектор 7              | 7:0      | 0:1      |
| Аль-Аглі (Триполі) | 2:5   | Аль-Хіляль (Омдурман) | 2:2      | 0:3      |
| Лінаре             | 2:5   | Сімба (Дар-ес-Салам)  | 1:3      | 1:2      |
| Грін Баффалоз      | 6:2   | Анталага              | 4:1      | 2:1      |
| КАРА               | 7:1   | Заланг                | 3:1      | 4:0      |
| Олімпік Реал       | 4:1   | Сімба (Лугазі)        | 4:0      | 0:1      |
| Моделе             | 3:1   | Порто-Ново            | 3:0      | 0:1      |
| Майті Барол        | 0:2   | АСЕК Мімозас          | 0:0      | 0:2      |
| Портс Оторіті      | 4:5   | СКА «Жанна д'Арк»     | 3:2      | 1:3      |
| Теле Асмара        | т. п. | Горсід                | —        | —        |

Примітки
1. ↑  «Горсід» знявся з турніру.

## Другий раунд
| Команда 1         | Заг.           | Команда 2             | 1-й матч | 2-й матч |
| ----------------- | -------------- | --------------------- | -------- | -------- |
| Джоліба           | 2:1            | Бендел Іншуренс       | 2:0      | 0:1      |
| Газль Аль-Мехалла | 5:5 (пен. 4:2) | Аль-Хіляль (Омдурман) | 4:1      | 1:4      |
| Грін Баффалоз     | 1:3            | Сімба (Дар-ес-Салам)  | 1:2      | 0:1      |
| КАРА              | 4:3            | Віта (Кіншаса)        | 4:0      | 0:3      |
| Гартс оф Оук      | 9:4            | Олімпік Реал          | 6:1      | 3:3      |
| АСЕК Мімозас      | 5:0            | Моделе                | 3:0      | 2:0      |
| СКА «Жанна д'Арк» | т. п.          | Гафія                 | —        | —        |
| Абалугія          | 2:1            | Теле Асмара           | 2:0      | 0:1      |

Примітки
1. ↑  «Моделе» знявся з турніру після першого матчу.
2. ↑  «Гафія» знявся з турніру у зв'язку з політичною напруженістю між Гвінеєю та Сенегалом.

## Фінальний етап

### Чвертьфінал
| Команда 1         | Заг.    | Команда 2            | 1-й матч | 2-й матч |
| ----------------- | ------- | -------------------- | -------- | -------- |
| Джоліба           | 0:3     | КАРА                 | 0:0      | 0:3      |
| Газль Аль-Мехалла | 4:1     | Абалугія             | 3:0      | 1:1      |
| Гартс оф Оук      | 1:2     | Сімба (Дар-ес-Салам) | 1:2      | 0:0      |
| АСЕК Мімозас      | 2:2 (a) | СКА «Жанна д'Арк»    | 2:1      | 0:1      |

### Півфінал
| Команда 1            | Заг.           | Команда 2         | 1-й матч | 2-й матч |
| -------------------- | -------------- | ----------------- | -------- | -------- |
| Сімба (Дар-ес-Салам) | 1:1 (пен. 0:3) | Газль Аль-Мехалла | 1:0      | 0:1      |
| КАРА                 | 6:1            | СКА «Жанна д'Арк» | 2:0      | 4:1      |

## Фінал
| 29 листопада 1974 |

| КАРА | 4:2 | Газль Аль-Мехалла |
| ---- | --- | ----------------- |
|      |     |                   |

| «Революсьон», Браззавіль Глядачів: 45 000 |

| 13 грудня 1974 |

| Газль Аль-Мехалла | 2:1 | КАРА |
| ----------------- | --- | ---- |
|                   |     |      |

| «Газль Аль-Мехалла», Ель-Махалла-ель-Кубра Глядачів: 30 000 |

| : | Чемпіон Кубка африканських чемпіонів 1974 КАРА (1-й титул) |